# Butot-Vénesville
Butot-Vénesville är en kommun i departementet Seine-Maritime i regionen Normandie i norra Frankrike. Kommunen ligger i kantonen Cany-Barville som tillhör arrondissementet Dieppe. År 2022 hade Butot-Vénesville 237 invånare.

## Befolkningsutveckling
Antalet invånare i kommunen Butot-Vénesville
| Referens: INSEE |